# ينبوع الحياة

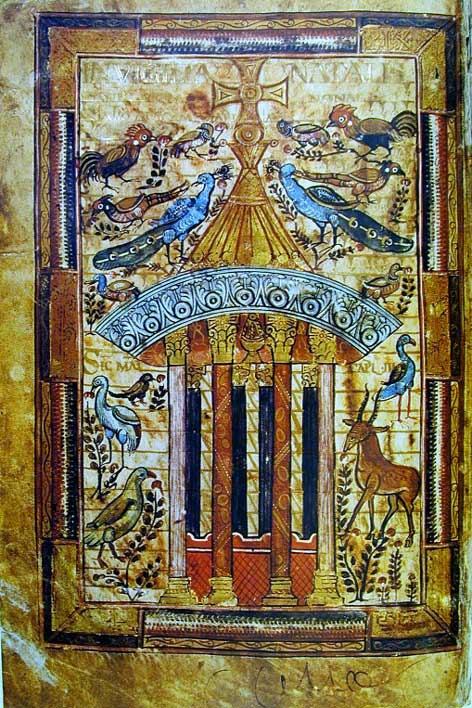
، إحياء ذكرى معمودية ابن شارلمان في روما عام 781 مع صورة ينبوع الحياة.

ينبوع الحياة، هو رمز إيقوني مسيحي مرتبط بالمعمودية أو القربان المقدس، ظهر لأول مرة في القرن الخامس في المخطوطات المضيئة ولاحقًا في أشكال فنية أخرى مثل اللوحات الزيتية.

## جرن المعمودية
يظهر الرمز عادةً على شكل نافورة محاطة بهيكل سداسي الشكل مُغطى بقبة مستديرة ومدعوم بثمانية أعمدة. ينبوع الحياة، fons vivus هو جرن معمودية (ينبوع ماء يُعمد فيه المرء، وبالتالي يولد من جديد مع المسيح)، وغالبًا ما يكون محاطًا بالحيوانات المرتبطة بالمعمودية مثل هارت. ربما يمثل الخط الثماني الأضلاع لاتران المعمودية في روما، التي كرسها البابا سيكستوس الثالث (432-440)، والتي ارتبطت بشكل أيقوني مع ينبوع ماء الحياة المذكور في رؤيا 21: 6.
تعود أفضل الأمثلة إلى الفترة الكارولنجية: غودسكالك الإنجيلية ‏ الذي صُنع لإحياء ذكرى معمودية ابن شارلمان عام 781، وفي إنجيل سواسون.

## ينبوع الدم

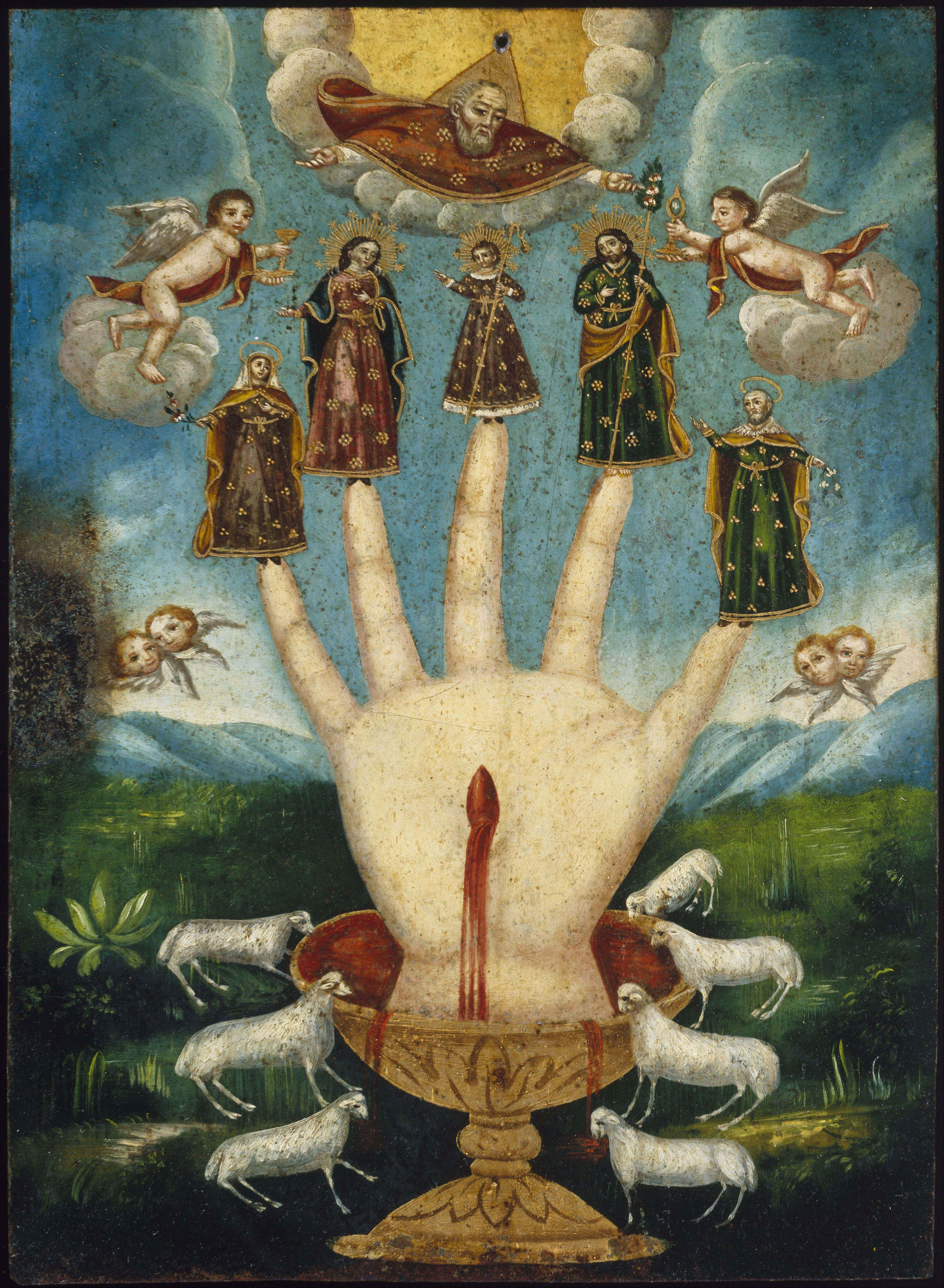
رمز ينبوع الدم في لوحة مكسيكية، القرن الثامن عشر (متحف بروكلين)

في مذبح غينت: عبادة الحمل بقلم جان فان إيك (1438)، يقف حمل الله على مذبح يرتدي زي قداس الدم الثمين، بجبهة حمراء الدم: دم الحمل يسقط في الكأس، ونيها الإفخارستية تدل عليها حمامة الروح القدس أعلاه، ويكون ينبوع الحياة محاطًا بالمؤمنين. في برادو، مدريد، هو ينبوع الحياة المنبثقة من حمل الله، حيث تُوضع النافورة المفتوحة في الجدار الخارجي للسماء. يتضح أن الماء ليس مجرد ماء نقي للمعمودية بل هنالك عدد لا يحصى من الرقائق التي تطفو على سطحه: يُمثل السرين على أنهما واحد.
وفي الكتاب، رُسم في غنت في نهاية القرن الخامس عشر، أفسح ينبوع الحياة الطريق أمام ينبوع الدم، حيث يقف تمثال المسيح على قاعدة قوطية في المنتصف وتملأ النافورة من جروحه، على الرغم من أن الهالة التي تحيط به تحدده على أنه المسيح المتجسد والموقع باعتباره الفردوس.

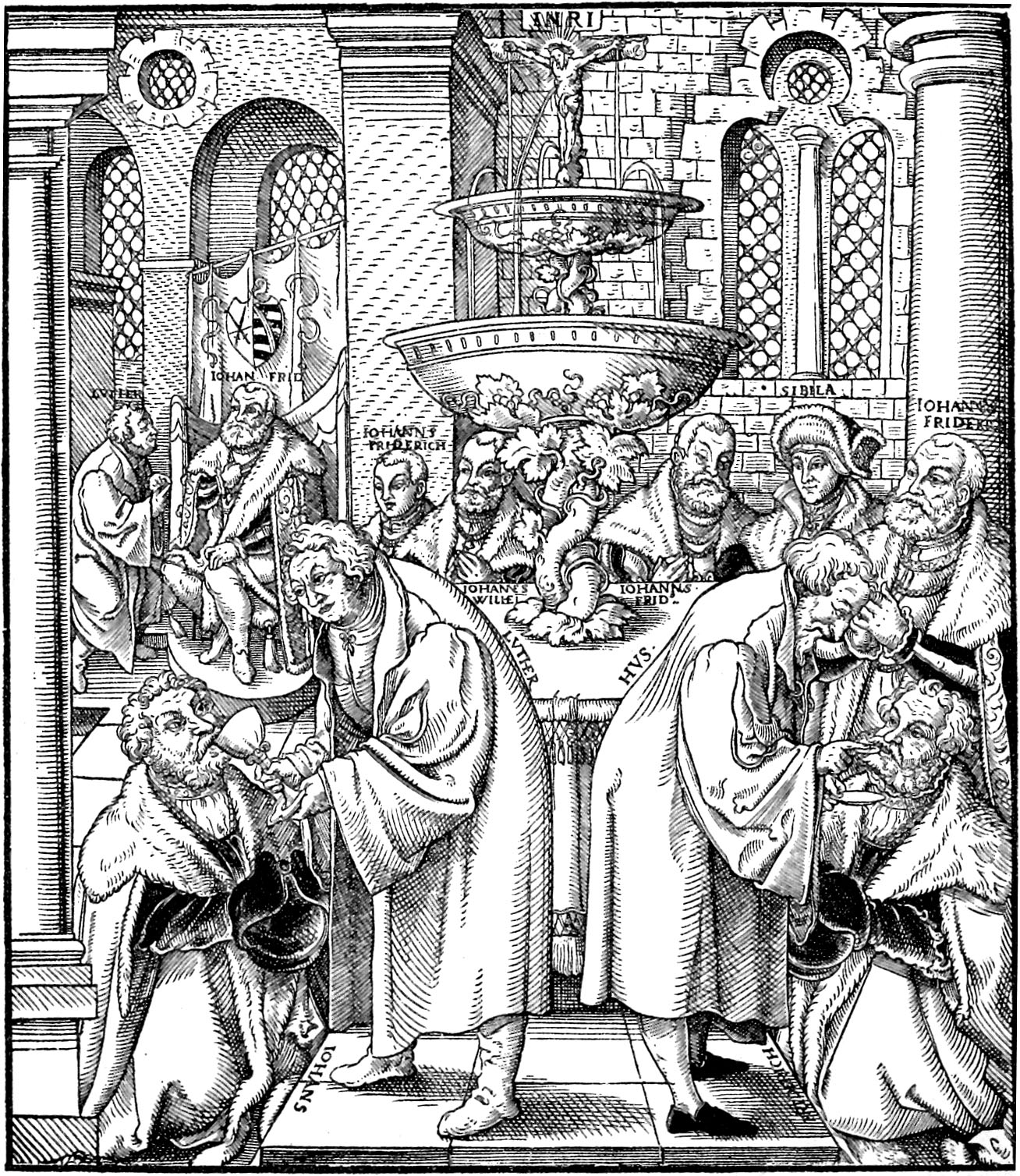
تمثيل رمزي للوحدة المقدسة، العقيدة اللوثرية حضور المسيح الحقيقي في الإفخارستيّا، نقش خشبي بواسطة لوكاس كراناخ الأكبر (حوالي 1550). في مقدمة القربان تحت كلا النوعين ، تُظهر الصورة (على اليسار) مارتن لوثر يعطي الكأس إلى يوهان ناخب ساكسونيا، وعلى اليمين يان هوس يعطي الخبز الإفخارستي لفريدرش الثالث ناخب ساكسونيا (فريدريك الحكيم). في الخلف ينبوع ماء حي: دم جروح المسيح الخمسة المقدسة ينسكب في ينبوع على المذبح.

## الدم من الجروح المقدسة الخمسة
في الإقليم الفلامندي في نهاية العصور الوسطى، أدى التكريس الشديد لدم المسيح الثمين إلى ظهور تقليد أيقوني في القرنين الخامس عشر والسادس عشر، مما جعل المفهوم اللاهوتي للنعمة، يعبر عن العقيدة الكاثوليكية الرومانية مجازًا على أنها نافورة من الدم. تمت معالجة هذا التحول لأول مرة في إيفلين أندرهيل في عام 1910، حيث اتخذت نقطة انطلاقها تجمع القديسين وينبوع الحياة لعام 1596 في غنت، حيث يتدفق الدم من جروح المسيح الخمسة المقدسة إلى الحوض العلوي من «ينبوع الحياة» ويتدفق عبر فتحات في «ينبوع الرحمة» السفلي. القديسين والشهداء والبطاركة والأنبياء يحملون كؤوس الدم الذهبية التي يفرغها البعض في الينبوع، وينتظر المؤمنين بالأسفل قابضين على قلوبهم متمنيين تلقي بعض قطرات الدم.